# Weywot (maan)
Weywot (officieel (50000) Quaoar I Weywot en tot 2009 S/2006 (50000) 1) is de enige bekende maan van de transneptunische planetoïde Quaoar. De ontdekking van de maan, die op 22 februari 2007 gedaan werd door Michael E. Brown, werd bekendgemaakt in IAUC 8812 en is gebaseerd op afbeeldingen die genomen waren op 14 februari 2006. De maan werd gevonden op 0,35 boogseconden van Quaoar en heeft een schijnbaar helderheidsverschil van 5,6 meer dan Quaoar. Weywot draait op een afstand van ongeveer 14.500 km rond Quaoar en heeft een excentriciteit van ongeveer 0,14. Wanneer er wordt uitgegaan van een gelijk albedo en een gelijke dichtheid als die van Quaoar, heeft de maan een diameter van ongeveer 74 km (1⁄12 van Quaoar). Er wordt echter geschat dat de maan maar 1⁄2000 van de massa van Quaoar heeft.

## Naamgeving
Na de ontdekking kreeg Weywot eerst een tijdelijke naam, S/2006 (50000) 1. Michael E. Brown liet het kiezen van een definitieve naam over aan de Tongva, omdat de naam van de planetoïde Quaoar naar een god in de mythologie van de Tongva vernoemd is. Zij kozen als naam Weywot, naar de luchtgod Weywot, de zoon van de god Quaoar. De naam werd aangenomen in het op 4 oktober 2009 gepubliceerde MPC 67220.